# Lymphocyte Function-associated Antigen 3
Lymphocyte function-associated antigen 3 (LFA-3) ist ein Oberflächenprotein aus der Gruppe der Glucuronyltransferasen.

## Eigenschaften
LFA3 bindet an CD2 auf T-Lymphozyten. Es ist an der Aktivierung von T-Lymphozyten und an der Rosettierung von Erythrozyten an T-Lymphozyten beteiligt. Bei T-Zellen erfolgt dadurch ein Antigen-unabhängiger Zellkontakt, eine beschleunigte Zellteilung von naiven T-Helferzellen und eine Induktion von Interferon-gamma in Gedächtniszellen. Ebenso kommt es bei einer Bindung an CD2 zu einer Aktivierung der LFA3-tragenden Zelle. LFA-3 ist glykosyliert und besitzt teilweise einen GPI-Anker. Aus dem aus sechs Exons bestehenden Gen werden durch alternatives Spleißen zwei Isoformen mit 35 Nukleotiden Unterschied am 3'-Ende gebildet, eine mit GPI-Anker und eine mit Transmembrandomäne.
Manche Genvarianten des LFA-3 sind an der Entstehung der multiplen Sklerose beteiligt.